# Александровская батарея (Севастополь)
Александровская батарея — одна из береговых батарей Севастополя, воздвигнутых в 1845 году на южном входном мысе Севастопольской бухты (позднее названным Александровским мысом) на месте земляной батареи. Её назначение — обстрел взморья от батареи № 10 до северной косы. Кроме того, оборона входа на рейд и переднюю часть самого рейда.

## История
Проект этой батареи был первым и наиболее сильным, из первых четырёх, утвержденных А. В. Суворовым в конце XVIII в. общем плане строительства береговых батарей Севастопольской крепости. Форму её вписали в очертания длинного узкого мыса, на котором стояла батарея. На оконечности мыса возвели круглую двухэтажную башню диаметром более 20 м, своды которой защищала насыпь из грунта. 12 орудий прикрывали рейд и проход в бухту. К башне примыкали одноярусные казематы с открытой платформой для стрельбы через банк. Их орудия защищали подходы к рейду. Основания башни и казематов возвышались над уровнем моря на 6 м, а на отметке 14 м возводилась земляная батарея с двумя фасами для размещения 18 орудий. Гарнизон укрепления размещался в казарме на территории батареи. Артиллерийская прислуга на батарее была от роты № 4 и полуроты № 5 Севастопольского артиллерийского гарнизона. Командовал батареей командир роты № 4 капитан П. А. Козловский.
Батарея была названа в честь великого князя Александра I, внука Екатерины II.
После того, как русскими войсками Севастополь был оставлен, Александровская батарея была взорвана 28 августа 1855 года.
В 1876—1877 гг. на месте Александровской казематированной батареи была построена Батарея № 9. Первоначально батарея № 9 была земляной, а в 1897—1898 годах она была перестроена в бетонно-земляную. В окончательном варианте батарея была вооружена шестью 11-дюймовыми пушками образца 1867 г. на станках Семёнова, переделанных по проекту Дурляхера для увеличения угла возвышения до +35°. Орудия стояли на бетонных основаниях в индивидуальных двориках, расстояние между орудиями 10 саженей (21,3 м). От огня противника орудия защищал бетонный бруствер толщиной до 3 м. В каждом дворике в толще бруствера было устроено по четыре ниши для снарядов и зарядов первых выстрелов. Из пяти бетонных траверсов три были выполнены двухэтажными, в них располагались снарядные и зарядные погреба, а в двух оставшихся находились казематы для снарядов и укрытия для прислуги. По флангам батареи были построены два павильона для вертикально-базных дальномеров системы Прищепенко.
В 1902—1903 г.г. позади правого фланга батареи была построена казематированная минная станция, предназначенная для управления крепостным минным заграждением. Вторая такая станция находилась в районе городища Херсонес у выхода из Карантинной бухты.
Александровская батарея включена в Единый государственный реестр объектов культурного наследия (памятников истории и культуры) народов Российской Федерации.